# Rudolf Laban
Pour les articles homonymes, voir Laban.
Dans le nom hongrois Lábán Rudolf, le nom de famille précède le prénom, mais cet article utilise l’ordre habituel en français Rudolf Lábán, où le prénom précède le nom.

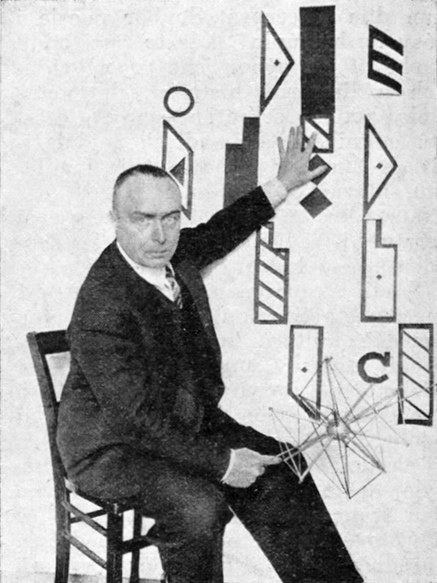
Rudolf Laban présentant sa notation.

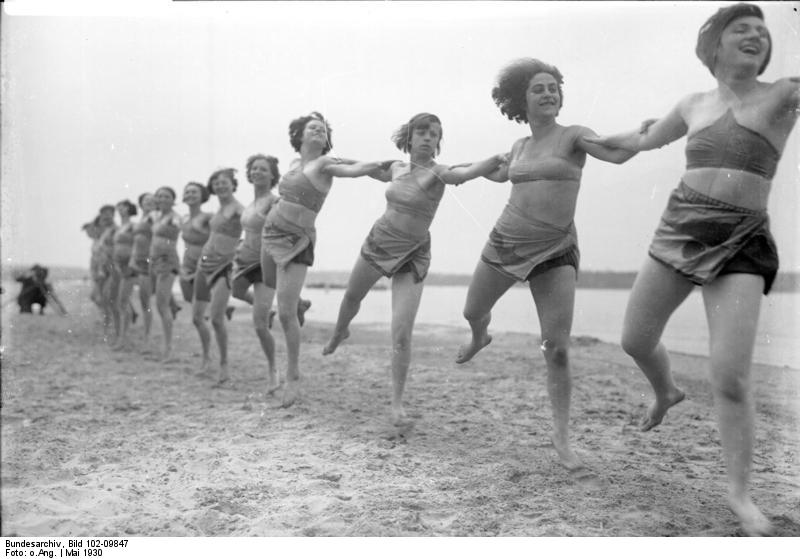
La Tanzschule Laban à l'entraînement sur la plage du Wannsee près de Berlin (1930).

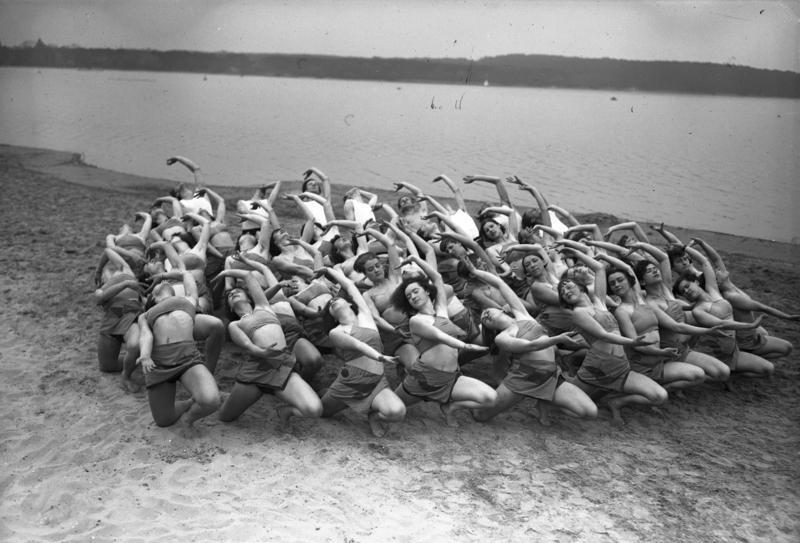
La Tanzschule Laban à l'entraînement sur la plage du Wannsee près de Berlin (1930).

Rudolf Laban, né Rezső Lábán de Váralja le 15 décembre 1879 à Pozsony (actuelle Bratislava) et mort le 1er juillet 1958 à Weybridge, est un danseur, chorégraphe, pédagogue et théoricien de la danse hongrois. Il  est connu pour avoir inventé ou lancé de nombreux outils d’analyse du mouvement, parmi lesquels la Choreutique (harmonie du corps dans l’espace), l’Eukinétique (étude sur la dynamique du mouvement développée  plus tard sous le nom d’Effort et de Forme) ainsi qu’un système d’écriture pour le mouvement : la Cinétographie Laban, ou Labanotation.

## Biographie
Rezső Lábán naît en 1879 d'un père militaire austro-hongrois d'origine française et d'une mère d'origine anglaise. Il pratique la danse traditionnelle hongroise (csárdás), puis étudie l'art à l'École des beaux-arts de Paris à partir de 1907. Il s'intéresse au rapport du mouvement humain à l'espace qui l'entoure. Il se concentre sur l'art du mouvement (Bewegungskunst) et la danse expressive (Ausdruckstanz) et fonde dans cet esprit une école à Munich en 1910, dont Mary Wigman sera élève.
Pendant la Première Guerre mondiale, il crée en Suisse, à Ascona, sur le Monte Verità, une école que rejoignent bientôt de nombreux partisans de la danse moderne. Il y dispense des cours d'été (1913-1919). En 1917 se tient au Monte Verità le «Congrès anational de l’Ordo Templi Orientis» qui tente de réunir théosophes, végétariens, occultistes et pacifistes avec pour objectif d'arrêter la guerre en cours. Dans ce cadre, Laban propose la « Fête du Soleil " qui se tient du coucher du soleil à l'aube des 18 et 19 août. Il fait la rencontre du musicien Émile Jaques-Dalcroze qu'il suit à Dresde, revenant ainsi en Allemagne en 1919. En 1923, il fonde à Hambourg son propre théâtre, consacré à la danse (Tanzbühne Laban) et en 1927, l'Institut chorégraphique de Berlin.
En 1928, il publie Kinetographie Laban qui propose un système de notation pour les mouvements dansés primaires, appelé par suite Labanotation. Ce système est aujourd'hui utilisé dans d'autres domaines que la chorégraphie, par exemple dans les travaux culturels, la communication non verbale, etc.) Il propose également des mouvements de danse pour les masses, soit un art du « chœur en mouvement ».
De 1930 à 1934, il dirige le ballet de l'Opéra de Berlin, puis plusieurs festivals de danse, ceci avec l'appui du ministre de la propagande Joseph Goebbels. Sans véritablement s'engager politiquement, Laban se conforme à l'idéologie du national-socialisme, discriminant notamment les non-aryens. Il organise à Berlin les « chorégraphies » des athlètes lors des Jeux olympiques d'été de 1936.
Désavoué cependant par Joseph Goebbels, il profite d'un séjour à Paris, en 1937, pour gagner l'Angleterre et s'installe à Dartington Hall (en). Il y développe un système d'analyse du mouvement, grâce à une étude sur les ouvriers au travail et les malades atteints de troubles psychomoteurs. Il fonde le Laban Art of Movement Guild en 1945 et l'Art of Movement Studio à Manchester en 1946.

## Spiritualité
Certains aspects de son travail sont intimement liés à ses croyances personnelles, basées sur une combinaison de théosophie de l'époque victorienne, de soufisme et d'hermétisme populaire. En 1914, il rejoint l'Ordo Templi Orientis.

## Postérité
- Kurt Jooss approfondit ses principes chorégraphiques
- Albrecht Knust développe sa notation du mouvement
- Sigurd Leeder poursuit ses théories pédagogiques.
- Suzanne Perrottet, collaboratrice et compagne de Laban durant la Première Guerre mondiale.
- Warren Lamb (en) développe et approfondit les notions de Forme.
- Irmgard Bartenieff, met en pratique et poursuit ses théories. Elle devient aussi l'une des fondatrices de la danse-thérapie.

## Théorie
Ses recherches théoriques se concrétisent par l'élaboration d'une notation du mouvement, la cinétographie (kinetography), appelé aussi Labanotation au Royaume-Uni et aux États-Unis.
Il développe également, accompagné et suivi par ses collaborateurs, une analyse du mouvement connu sous le nom de Laban Movement Analysis (LMA) comprenant quatre grands axes :
- Body (le corps)
- Space (l'espace)
- Effort (l'effort)
- Shape (la forme).

Ci-dessous le diagramme de l'« effort », qui permet d'observer et d'expérimenter les mouvements du corps selon quatre facteurs : poids, temps, espace et flux, eux-mêmes polarisés (poids « fort » et poids « léger », temps « soudain » et temps « soutenu », espace « direct » et espace « indirect » (ou « flexible »), flux « contenu » et flux « libre ».
Le domaine de l'espace a notamment été rendu célèbre par l'élaboration d'une figure de référence nommée « kinésphère » (sphère imaginaire englobant l'espace de proximité du corps, dont le centre correspond au centre de gravité de celui-ci, formée par tous les points de l'espace que peuvent atteindre les extrémités du corps sans déplacement) dont la forme s'inspire de celle d'un icosaèdre.
Laban prône une danse de l'improvisation et de la création individuelle comme expression de l'intériorité. Son enseignement se base essentiellement sur l'étude du mouvement, sa dynamique, sa qualité.

## Études du mouvement
Laban définit différents plans du mouvement : le plan de la table (horizontal), de la porte (frontal), de la roue (sagittal). Il construit un icosaèdre avec différents points et angles de l'espace et entre dans cette structure qui précise les directions du corps. Cette sphère du mouvement, la kinésphère, se déplace avec le danseur qui en est le centre.
On distingue aujourd'hui six catégories distinctes du mouvement dans les études de Laban, qui répondent à différentes questions :

### Le Corps
Qu'est-ce qui bouge, et comment ? Quel est le mouvement produit ?
L'étude de mouvements effectués par différentes parties de notre corps prises une à une et les articulations qui se mettent en place pour donner la fluidité et la direction supposent que l'on connaisse la structure du corps humain et son organisation. Il nous faut comprendre d'où part le mouvement, quelle partie du corps l'a initié et quels sont les faits, actions qui en résultent.

### L'Espace
Où va le mouvement ? Dans quel espace s'inscrit-il ?
L'Homme doit vivre en harmonie avec son environnement, apprendre à y évoluer sans peine. Pour cela il le structure en lui donnant la forme d'un icosaèdre au milieu duquel il se trouve (la kinésphère). Cette forme harmonieuse lui permet d'apprendre à utiliser l'espace et à le visualiser en trois dimensions pour donner toute sa mesure au mouvement. La notion d'espace est liée chez Laban à celles d'énergie et de forme.

### L'Effort
Comment le mouvement est-il exécuté ? Avec quelles qualités d'énergie ?
Laban parvint à analyser le terme de dynamique du mouvement, qu'il préféra nommer énergie, grâce à d'autres notions simples. La singularité d'un mouvement résulte de la diversité des combinaisons corporelles possibles et de son exécution, relativement aux facteurs suivants : le poids, le temps, l'espace et le flux. Cette analyse de l'énergie a permis de définir la qualité de l'expression non verbale, qui diffère selon le vécu des individus et le contexte de réalisation. Le diagramme de l'Effort, présenté plus haut, permet de visualiser cette théorisation.

### La Forme
Quels sont les différents chemins empruntés par le mouvement ?
La forme plastique du corps humain et sa relation à son environnement change à chaque mouvement.On observe son aspect, c'est-à-dire le processus d'exécution et ce que cela change dans le corps. Ceci est directement lié à la respiration, notion fondamentale en danse contemporaine, car c'est par celle-ci que le mouvement existe. La forme est très importante car c'est ce qui est perçu par les autres, c'est un réel moyen de communication signifiant.

### Le Phrasé ou le Rythme
Dans quel laps de temps et suivant quel rythme s'effectue le mouvement ?
La notion de phrasé est propre à chaque individu. C'est ce qui le définit (par exemple d'un point de vue chorégraphique), il est caractéristique de sa propre façon d'user de son corps dans le temps, l'espace et avec quelle énergie. Grâce à cette catégorie, on peut apprendre beaucoup d'une personne, sur son comportement: elle traduit en effet une part d'inconscient donc dépasse le stade purement physique pour s'inscrire en partie dans sa psychologie. Après observation, le phrasé de chaque individu devient reconnaissable.

### L'Interrelation
Comment l'individu en mouvement est-il en relation avec son entourage ?
Dans cette catégorie, Laban traite de la relation entre la personne en mouvement et une autre personne ou un objet du monde. Ce degré de relation diffère selon la manière dont le corps qui bouge aborde l'autre, s'en approche, le touche ou bien s'y appuie.On entre alors soit dans une relation d'égalité ou bien dans un rapport de forces (entre un actif et l'autre passif).
Grâce à ces six catégories, il est possible de définir précisément le mouvement. Le but de ces études étaient pour Laban d'éprouver, observer, comprendre et présenter les différents aspects du mouvement.

## Voir aussi

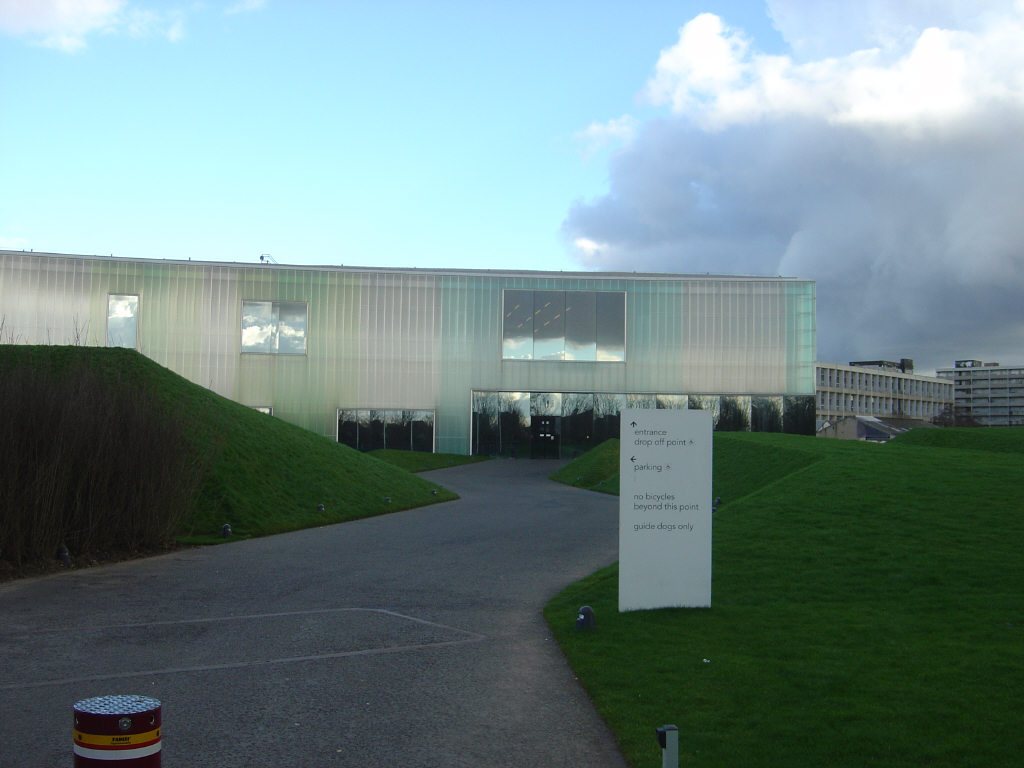
Le Laban Dance Centre de Londres, bâtiment de Herzog & de Meuron.